# Frank Hassell
Pour les articles homonymes, voir Hassell.
Franklin "Frank" Hassell, né le 9 octobre 1988 à Chesapeake, Virginie, est un joueur américain de basket-ball. Il évolue au poste de pivot.

## Biographie
Le 6 septembre 2011, il signe son premier contrat professionnel en Turquie, au Bandırma Banvit. Uun mois plus tard, le 6 octobre 2011, il quitte cependant le club turc pour participer au training camp des Spurs de San Antonio. Le 25 décembre 2011, les Spurs le libèrent finalement après deux matches de présaison et une moyenne de 2,0 points et 1,5 rebond en 10,0 minutes par match. Le 28 décembre 2011, il rejoint le Charge de Canton en D-League.
Le 9 août 2012, il signe en Israël, à l'Hapoël Holon.
Le 13 août 2013, il signe en Italie, au Varèse. Le 23 janvier 2014, il quitte le club italien qui le remplace par Linton Johnson. Ce même jour, il signe en Israël, au Bnei Herzliya.
Le 30 août 2014, il signe en Turquie au Sakarya BSB, promu en TB2L.
Le 2 octobre 2015, il signe en France, au Boulazac Basket Dordogne. Le 3 novembre 2015, il est MVP de la 2e journée de Pro B en terminant la rencontre contre l'Étoile de Charleville-Mézières avec 15 points et 17 rebonds pour 25 d'évaluation. Deux jours plus tard, il est nommé MVP du mois d'octobre. Le 7 février 2016, il est MVP de la 16e journée de Pro B en terminant la rencontre contre l'Étoile de Charleville-Mézières avec 28 points, 14 rebonds et 1 contre pour 32 d'évaluation (sur les 85 de son équipe). Le 7 février 2016, il est MVP de la 16e journée de Pro B en terminant la rencontre contre le Basket Club d'Orchies avec 29 points à 11/13 aux tirs et 7/7 aux lancers, 13 rebonds et 9 fautes provoquées pour 43 d'évaluation en 35 minutes. Le 29 février 2016, il est MVP de la 19e journée de Pro B en terminant la rencontre contre la JA Vichy-Clermont Métropole Basket avec 18 points à 6/8, 19 rebonds et 6 fautes provoquées pour 33 d'évaluation en 31 minutes. Le 14 mars 2016, il est MVP de la 21e journée de Pro B en terminant la rencontre contre l'ALM Évreux avec 30 points à 14/16 aux tirs, 8 rebonds et 3 interceptions pour 40 d'évaluation en 35 minutes.
Le 20 juin 2016, il est annoncé officiellement à l'ESSM le Portel tout juste promu dans l'élite pour la saison 2016-2017. Après une très bonne saison, il re-signe avec le club du Portel.
Le 2 août 2018, il part en Pologne où il signe avec le Stelmet Zielona Góra. Le 16 septembre 2018, il est libéré par le club polonais qui le remplace par Darko Planinić. Le 1er octobre 2018, il revient en France et signe au Cholet Basket.
En décembre 2019, Hassell quitte Le Portel.
Pressenti pour repartir en Pologne, il signe finalement à Boulazac où il joue son premier match avec ce club le 18 janvier 2020 contre l'ESSM Le Portel.

## Statistiques

### Universitaires
Les statistiques en matchs universitaires de Frank Hassell sont les suivantes :
| Saison    | Équipe       | Matchs | Titul. | Min./m | % Tir | % 3pts | % LF | Rbds/m. | Pass/m. | Int/m. | Ctr/m. | Pts/m. |
| --------- | ------------ | ------ | ------ | ------ | ----- | ------ | ---- | ------- | ------- | ------ | ------ | ------ |
| 2007-2008 | Old Dominion | 33     | 16     | 20,0   | 44,1  | 0,0    | 45,0 | 4,91    | 0,82    | 0,61   | 1,27   | 5,27   |
| 2008-2009 | Old Dominion | 35     | 21     | 18,9   | 52,4  | 0,0    | 63,9 | 5,31    | 0,74    | 0,60   | 0,94   | 7,49   |
| 2009-2010 | Old Dominion | 36     | 32     | 24,0   | 54,0  | 0,0    | 65,6 | 6,67    | 1,00    | 0,89   | 0,92   | 9,19   |
| 2010-2011 | Old Dominion | 34     | 34     | 29,3   | 56,0  | 0,0    | 73,7 | 9,53    | 1,12    | 0,88   | 1,26   | 15,15  |
| Total     |              | 138    | 103    | 23,1   | 52,6  | 0,0    | 66,7 | 6,61    | 0,92    | 0,75   | 1,09   | 9,29   |

### Professionnelles

#### Saison régulière (D-League)
| Saison    | Équipe | Matchs | Titul. | Min./m | % Tir | % 3pts | % LF | Rbds/m. | Pass/m. | Int/m. | Ctr/m. | Pts/m. |
| --------- | ------ | ------ | ------ | ------ | ----- | ------ | ---- | ------- | ------- | ------ | ------ | ------ |
| 2011-2012 | Canton | 39     | 6      | 20,6   | 54,8  | 0,0    | 83,5 | 6,92    | 0,31    | 0,77   | 0,59   | 10,59  |
| Total     |        | 39     | 6      | 20,6   | 54,8  | 0,0    | 83,5 | 6,92    | 0,31    | 0,77   | 0,59   | 10,59  |

#### Playoffs (D-League)
| Saison    | Équipe | Matchs | Titul. | Min./m | % Tir | % 3pts | % LF | Rbds/m. | Pass/m. | Int/m. | Ctr/m. | Pts/m. |
| --------- | ------ | ------ | ------ | ------ | ----- | ------ | ---- | ------- | ------- | ------ | ------ | ------ |
| 2011-2012 | Canton | 6      | 0      | 18,2   | 53,7  | 0,0    | 75,0 | 7,67    | 0,33    | 0,50   | 1,00   | 7,83   |
| Total     |        | 6      | 0      | 18,2   | 53,7  | 0,0    | 75,0 | 7,67    | 0,33    | 0,50   | 1,00   | 7,83   |

## Clubs successifs
- 2011 :  Bandırma Banvit
- 2011–2012 :  Charge de Canton (D-League)
- 2012–2013 :  Hapoël Holon
- 2013–2014 :
  -  Pallacanestro Varèse (Serie A)
  -  Bnei Hasharon
- 2014–2015 :  Sakarya BSB (TB2L)
- 2015-2016 :  Boulazac Basket Dordogne (Pro B)
- 2016-2018 :  ESSM Le Portel (Pro A)
- 2018-2019 :  Cholet Basket (Jeep Élite)
- 2019 :  ESSM Le Portel (Jeep Élite)

## Palmarès
- Université
  - All-CAA First Team (2011)
  - CAA Tournament MVP (2011)
  - CAA All-Tournament Team (2011)
  - CAA All-Defensive Team (2011)
- Professionnel
  - Meilleur marqueur de l'EuroChallenge (2013)
  - Meilleur rebondeur de l'EuroChallenge (2013)